# Volta a schifo

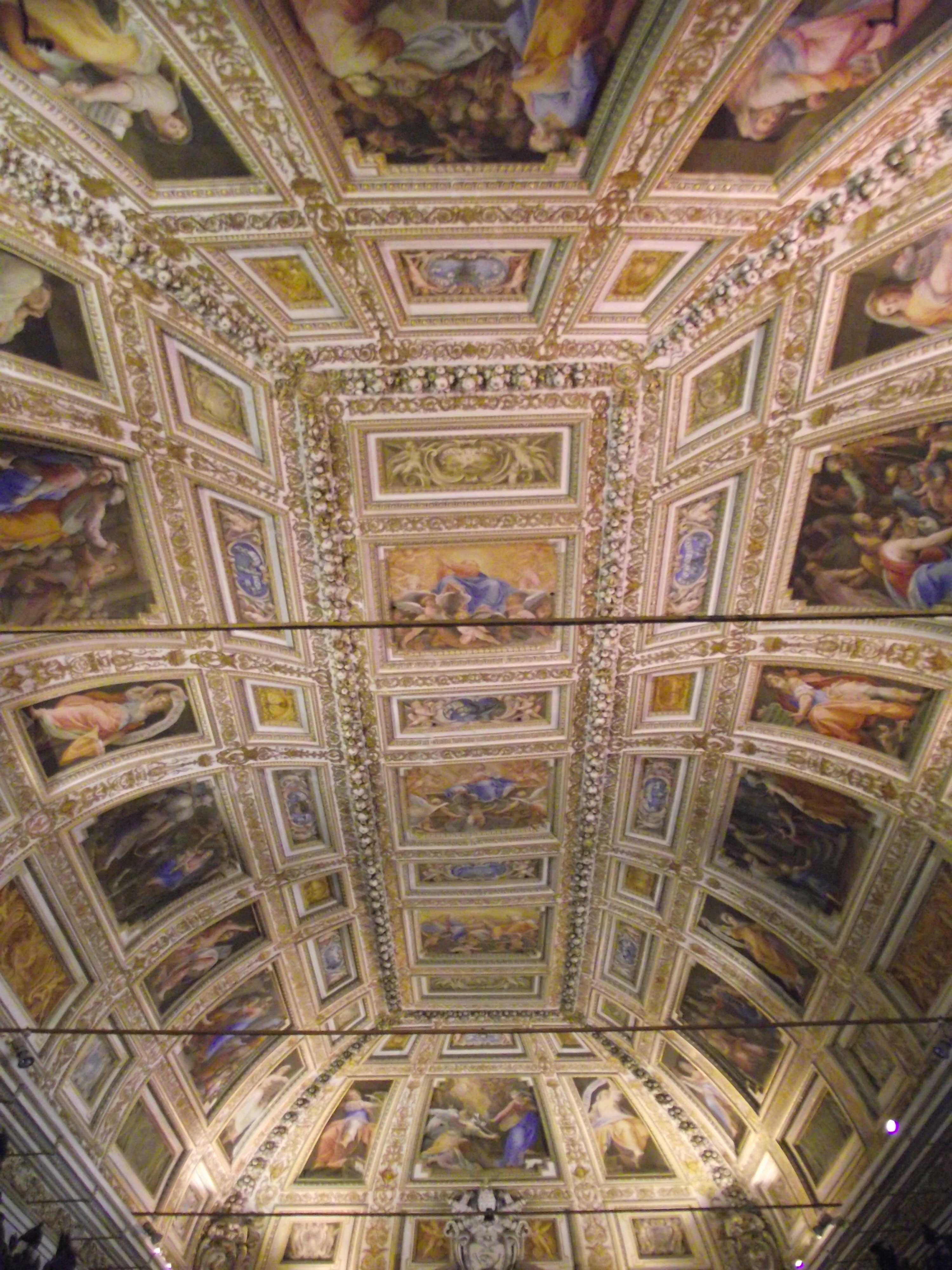
Volta a specchio della Sala del Tesoro della Basilica della Santa Casa a Loreto, affrescata dal Pomarancio.

La volta a schifo è un tipo di copertura curva utilizzata in architettura. Può essere chiamata anche volta a specchio o a gavetta.
La tipica volta a schifo viene ottenuta sezionando una volta a padiglione con un piano orizzontale al di sopra del piano d'imposta (quello che divide i sostegni dalla volta vera e propria).
Per la sua caratteristica di avere un piano orizzontale, in genere, la volta a schifo non è portante, cioè non è in grado di sostenere un solaio. In questo caso si parla di falsa volta, che veniva spesso realizzata in camera a canne, oppure con tavelline poste di taglio (anche piane) e intonacate all'intradosso.
Altre volte, invece, ha una struttura portante in cui il solaio, costituito anche da tavole incrociate di legno, è sorretto dalle unghie della volta a padiglione sezionata.
La volta a schifo è stata spesso realizzata per fare da supporto ad affreschi e decorazioni, ma si trova anche nell'antica edilizia popolare, per esempio in Campania, Puglia ed in Sicilia ove prende il nome di dammusu reali, volta realina.

## Esempi di strutture con volte a schifo
- Sala del Tesoro della Basilica della Santa Casa, Loreto
- Teatro Savoia, Campobasso
- Sagrestia della Chiesa di S. Maria della Mitria, Nave (Italia), risalente al 1501
- Great Hall presso Kedleston Hall, Derbyshire, Regno Unito